# レスキューロボットコンテスト
レスキューロボットコンテスト（Rescue Robot Contest、通称：レスコン）とは、「技術を学び 人と語らい 災害に強い世の中をつくる」という理念の実現を目指した、災害救助を題材としたロボットコンテストである。阪神・淡路大震災を契機とするレスキューロボットの研究グループの中から提案され、2000年のプレ大会から毎年夏に開催されている。

地震の被害にあった市街地を模擬した実験フィールドにおいて、ロボットによって要救助者を模擬した人形（ダミヤン）を安全かつ迅速に救助することを目的にした競技である。競技上の制限事項として、災害現場である競技フィールドにはロボット操縦者は立ち入ることができず、ロボットに搭載された無線カメラ、およびヘリコプターを模擬したヘリテレのカメラの映像のみを頼りに、ロボットの操縦を行う。また、ロボットに求められる性能としては、ガレキを取り除き、ダミヤンをやさしく助け出すことが求められている。参加するための資格は特にないが、高校生、工業高等専門学校学生、大学生、社会人からなるチームが毎年参加している。

## 歴史
1997年頃から升谷保博博士（当時大阪大学）によって構想が練られ始め、「創造性教育を通したレスキュー技術発展の可能性」という研究テーマが日本機械学会の大規模災害救助ロボットシステムの開発研究分科会（レスキューロボットRC分科会）の中に設定された。その報告書においてレスキューを題材とした技術コンテストの方法が明石工業高等専門学校の関森大介によって提案された。1998年10月には、浅田稔博士（大阪大学）の呼びかけにより「ロボットと教育問題研究会」が始まり、1999年に田所諭博士（神戸大学、当時）が呼びかけて「レスキューロボットコンテストの提案」により構想が発表された。
代表を引き継いだ大須賀公一博士（当時京都大学）により実行委員会が結成され、2000年にプレ大会が開催された。そして2001年に第1回競技会がロボフェスタ関西の中の新規競技として行われた。その後ロボフェスタから独立した。第2、3回は大阪、第4回からは神戸にて開催されている。特に2005年8月の第5回競技会は『ロボット×レスキュー2005』として行われた（来場者数は9,808人）。

## 特徴
競技会の内容を簡潔に表すと、“ダミヤン”と呼ばれる「体表センサや加速度センサを内蔵した“模擬”被災者」を遠隔操縦ロボットにより救出する競技会である。同時に2チームが救出活動を行うため相手チームとの勝負（戦い）と見られがちだが、あくまでも『自己ベスト』を目指した競技会である。“大会”ではなく“競技会（第6回以降では"本戦"ではなく"本選"）”と呼ばれるのも、これに由来する。

ルール的には可能であっても現実の救助シーンに照らし合わせば問題となる救助方法やロボットを避けるよう、常に被災者の視点になって救助活動を行う必要があるが、一般的に救助活動は早いほうが良い。しかし、ダミヤンに内蔵されているセンサなどを用いて判定し、手荒な救助活動には減点をする。また、“ダミヤンの頭がずっと下を向いていて苦しそうだ”などはセンサで評価できない。そこで、活動を見ていた審査員の審査員ポイントも重視される。またレスキュー工学大賞では、それらのポイントの総計にはとらわれずに総合的な判断で決定される。

## ロボット
参加チームが製作するロボットは、レスコン実行委員会から貸与される無線ロボットコントロール装置“レスコンボード”を使用しカメラ映像を見ながらチームメンバーが直接ロボットを操縦するか自動操縦により救助作業を行う。また全てのロボットに緊急停止スイッチの装着が義務付けられている。競技会直前のロボット検査時に、緊急停止スイッチ不備やチーム申込書に書いたロボットの構想と大きく離れていると、出場が認められないこともある。

## レスコンボード
第7回から採用された無線LANによるサンリツオートメイション株式会社製の無線ロボットコントロール装置である。第8回から、すべての出場ロボットにおいてこのレスコンボード搭載が必須となった。各チームが使用するレスコンボード数に制限は設けられてはおらず、実行委員会から貸与される装置の他にチームが所有しているレスコンボードを追加して使用することが認められている。レスコンボードの機能には、ロボットを遠隔操縦するために必要な入出力として、PWM出力10点、DCモータ出力1点、デジタル出力1点、アナログ入力4点、パルス入力1点の他、ビデオ画像転送機能を持つ。遠隔操作機能をサポートするためには、802.11a あるいは 802.11gの無線カードを用意することにより無線LANが使用することができる。

## 競技フィールド
被害を受けていないコントロールルーム、隔壁、被災地で構成されている。隔壁にはベースゲート（幅1,200mm, 高さ450mm）が設けられており、ゲートを通過できないとロボットは被災地で活動できないため、実質的な大きさの制限になっている。レスキューロボットはハイウェイを通って被災地に入る。被災地は9つのブロックに分けられており、不整地ブロック、模擬ブロック、救助ブロックによって構成されている。コントロールルームは無線カメラやヘリテレの映像を表示するモニタ、ヘリテレステージやロボットベースで構成されている。

また，第5回までは同時に競技を行う2チームが各々の実験フィールドで救助活動を行うという体制だったのに対し，第6回以降、実験フィールドが一新され2チームが1フィールド上で救助活動を行う体制になった。加えて、高台やスロープ、歩道橋なども設けられ、それまで以上に優れた救助方法の考案が求められるようになった。

## 競技会出場までの流れ
- 12月上旬         レスコンシンポ、競技会参加受付開始（～1月中旬）
- 2月中旬          書類選考採択チーム発表
- 6月下旬～7月上旬 中間審査 (第5回までは試走会、第6、7回は予選)
- 8月上旬          競技会 本選

## 競技会本選の流れ
- 1日目 テストラン（一般非公開）
- 2日目 ファーストミッション
12チーム中ポイント上位6チームがファイナルミッションへ進出
- 3日目 ファイナルミッション

1競技は以下の内容で構成されている。
- プレゼンテーション
各チームのロボットや救助方法のコンセプトを披露する。持ち時間3分。
- 作戦会議
この時点で初めて救助現場を見る。ヘリテレを通した映像から救助順位や進路を設定する。
- レスキュー活動
レスキューロボットを操作し、災害現場からダミヤン（救助者）を救出する。ミッションにより異なるが7～15分程度。
- レスキュー活動結果の報告
スピーカやキャプテンがどのように救助をしたか、何体救助したなどを報告する。

### ポイント
- 総合ポイント
競技ポイントと審査員ポイントの合計。
- 競技ポイント
フィジカルポイントとミッションポイントを足したもの。
- フィジカルポイント
ダミヤンの生命力を表したもの。満点が100点、時間が経過するごとに徐々に減点される。またダミヤンを乱暴に扱う（落とす、引っ張るなど）と減点される。観客はダミヤンから送られた信号をモニターによりリアルタイムに観察できる。
- ミッションポイント
第8回までは、現場到着（げんじょうとうちゃく）、救出完了、救助完了の3段階。
- 審査員ポイント
一般審査員と専門審査員各3名の計6名のポイントの小計。

## 進化する競技会
基本的なルールは同じであるが常に実物に近づけるため、ロボットや通信システム拡張のためのマイナーチェンジが行われている。
- 第12回 (2012年・神戸，予定)
  - 競技会会場：神戸サンボーホール
  - ダミヤンがより人間らしく変更される。
  - レスコンボード内で、自作プログラムの使用が許可される。
- 第11回 (2011年・神戸)
  - 競技会会場：神戸サンボーホール
  - 出場チーム数：20（応募チーム数は25）
- 第10回 (2010年・神戸)
  - 競技会会場：神戸サンボーホール
  - 出場チーム数：23（応募チーム数は23）
  - 新しいガレキが加えられる。
  - 震災15周年イベント「ロボット×レスキュー2010」の中核として実施された。
- 第9回 (2009年・神戸)
  - 競技会会場：神戸サンボーホール
  - 「技術を学び 人と語らい 災害に強い世の中をつくる」というキャッチフレーズが作られた。
  - 出場チーム数：20（応募チーム数は26）
  - ダミヤン個体識別がルールに加えられる。
- 第8回（2008年・神戸）
  - 競技会会場：神戸サンボーホール
  - 出場チーム数：20（応募チーム数は28）
  - ロボット操縦システムが無線LANシステムのみとなる。
  - ヘリテレシステムに，固定式カメラが導入される。
  - 建物の屋根の下に埋められたダミヤンが新たに設定された。
- 第7回（2007年・神戸）
  - 競技会会場：神戸サンボーホール
  - 出場チーム数：20（応募チーム数は23）
  - ダミヤンが新システムのものへと変更される。
  - ロボット操縦システムとして無線LANシステムが正式に導入された。従来のラジコンシステムとの併用も認めた。
- 第6回（2006年・神戸）
  - 競技会会場：神戸サンボーホール
  - 参加チーム数：20（応募チーム数は20）
  - フィールドの縮尺比が1/8→1/6に変更された。
  - フィールドが新規に制作され、高台の導入や陸橋の導入がなされた。
  - 競技会予選（公開）によって、本選に出場する12チームを選考することになった。
  - ロボット操縦システムに、無線LANシステムの試験的導入がなされた。
  - コントロールルーム間通信装置の導入。
- 第5回（2005年・神戸）
  - 競技会会場：神戸国際展示場
  - 参加チーム数：14（応募チーム数は22）
  - 来場者数： 9,808人
  - 震災10周年イベント「ロボット×レスキュー2005」の中核として実施された。
- 第4回（2004年・神戸）
  - 競技会会場：神戸サンボーホール
  - 参加チーム数：12（応募チーム数は16）
  - 震災10周年プレイベントとして開催された。
- 第3回（2003年・大阪）
  - 競技会会場：よみうり文化ホール（大阪府豊中市）
  - 参加チーム数：12（応募チーム数は19）
  - 競技フィールドの道路上に凹凸をつけるためのバンププレートが導入された。
- 第2回（2002年・大阪）
  - 競技会会場：よみうり文化ホール（大阪府豊中市）
  - 参加チーム数：12
  - 来場者数： 5,796人
  - 主催に読売新聞大阪本社および読売テレビが加わった。
- 第1回（2001年・大阪）
  - 競技会会場：大阪国際会議場（グランキューブ大阪）
  - 参加チーム数：12
  - 「ロボフェスタ関西」新規競技として実施された。
- プレ大会（2000年・大阪）
  - 競技会会場：大阪国際会議場（グランキューブ大阪）
  - 試走会会場：タミヤ本社（静岡県静岡市）
  - 参加チーム数：6
  - 最初のフィールドがつくられた（第5回まで使用）。

## レスコンシーズ
レスキューのお国柄（地域性）を反映させ、なおかつ、規模を小さく参加者への負担を少なくすることを狙ったものとして
レスキューロボットコンテストシーズ（ResCon-Seeds、レスコンシーズ）がある。
工作教室や講習会を通して、中学生以下への低年齢層への啓発活動などを行っている。
- レスコンシーズ拠点（2006年現在）
  - 岐阜工業高等専門学校
  - 広島大学教育学部
  - 大阪府立工業高等専門学校（現大阪府立大学工業高等専門学校）
  - 長岡技術科学大学

また2008年には広島工業大学でも開催された。